# Piramidion
Piramidion je najvišji del ali vršni kamen egipčanske piramide ali obeliska. Egipčani so ga imenovali benbenet in piramido kot celoto povezovali s svetim kamnom benbenom. V egipčanskem Starem kraljestvu so bili piramidioni izdelani predvsem iz diorita, granita ali finega belega apnenca in prevlečeni z zlatom ali elektrumom. V Srednjem kraljestvu in proti koncu obdobja gradnje piramid so bili izdelani iz granita in  "prevlečeni z zlatimi lističi, da je odbijal sončne žarke." V tem obdobju so na piramidione pogosto napisali faraonovo ime, njegov titularij in verske simbole.
Ohranjenih je zelo malo piramidionov. Večina  je izdelana iz poliranega črnega granita in popisana z imeni lastnikov piramid. Štirje piramidioni, največja zbirka na svetu,  so razstavljeni v glavni dvorani Egipčanskega muzeja v Kairu. Med njimi sta piramidiona s Črne piramide Amenemheta III. v Dahšurju in Hendžerjeve piramide v Sakari.
Zelo poškodovan in obnovljen piramidion iz belega turskega apnenca, narejen verjetno za Sneferujevo Rdečo piramido, stoji ob njegovi piramidi v Dahšurju. Piramidion je nekoliko nenavaden, ker je njegov naklon bolj strm od naklona piramide.

## Zasebne piramide s piramidioni
V Novem kraljestvu je bilo nekaj zasebnih podzemnih grobnic na površini označenih z majhno piramido iz blatnih zidakov s piramidionom na vrhu. Na štirih stranskih ploskvah piramidiona so bila običajno besedila in prizori, povezani s kultom boga sonca. Na značilnem prizoru je bilo prikazano gibanje Sonca. Vzhajalo je na prednji ploskvi in zahajalo na nasprotni. Ponoči je potovalo skozi podzemlje, v katerem je vladal Oziris.

### Piramidion pisarja Mojzesa
Na piramidionu pisarja Mojzesa (Novo kraljestvo, Devetnajsta dinastija okoli 1250 pr. n. št., apnenec, višina 53 cm) je upodobljen Mojzez med darovanjem. Njegovo ime je napisano na dveh nasprotnih stranskih ploskvah. Na četrti ploskvi je podoba pavijana, ki vrešči nad vzhajajočim soncem in dnevom. Pavijan je hkrati predstavljal zavetnika pisarjev, boga Tota.

### Ptahemvijev piramidion
Podobni s Soncem povezani prizori so tudi na Ptahemvijevem piramidionu (Devetnajsta dinastija okoli 1200 pr. n. št., apnenec, širina 28 cm, višina 42 cm). Na eni od ploskev sta upodobljena bog sonca Ra-Horakti in bog podzemlja Oziris. Na nasprotni ploskvi je upodobljen pokojni Ptahemvi v daritvenem položaju nasproti treh kolon hieroglifov.

## Galerija
- Nesnubhotepov piramidion  z vrha apnenčaste kapele; Šestindvajseta dinastija, Abidos, zdaj Petriejev muzej egipčanske arheologije, London
- Nebamunov piramidion, morda vrh stele; Devetnajsta dinastija, verjetno iz Deir el-Medine, zdaj Petriejev muzej, London
- Apnenčast piramidion z zasebne grobnice, zdaj v Egipčanski muzej reda rosae Crucis, San Jose, Kalifornija
- Piramidion obeliska na Place de la Concorde, Pariz